# Bouddhisme en Bouriatie
 (octobre 2016).
 (septembre 2016).
Si vous disposez d'ouvrages ou d'articles de référence ou si vous connaissez des sites web de qualité traitant du thème abordé ici, merci de compléter l'article en donnant les références utiles à sa vérifiabilité et en les liant à la section « Notes et références ».

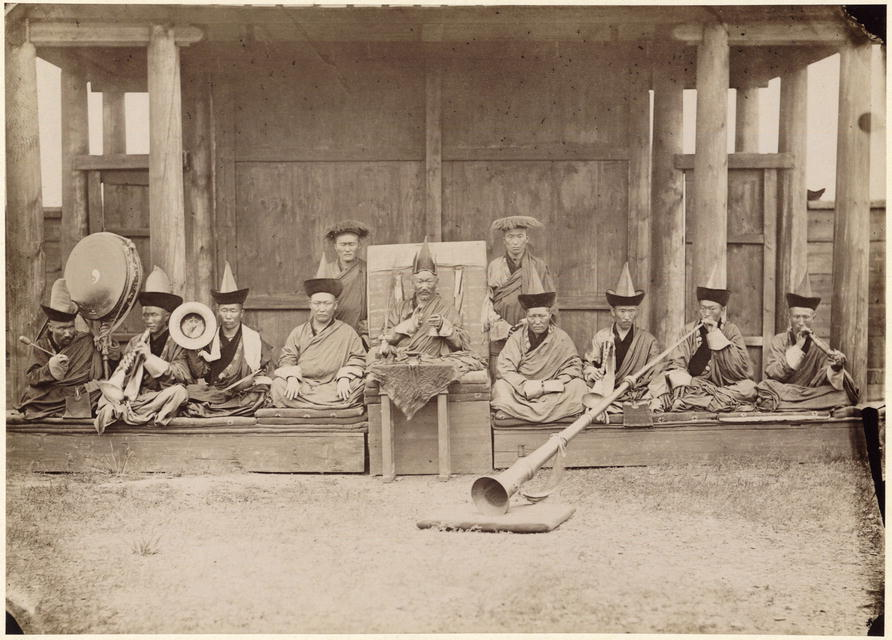
Khambo-lama (centre) de la datsun de Tomchinsky en 1886.

Le bouddhisme est attesté en Bouriatie dès le IIe siècle av. J.-C. Les premiers temples bouddhistes ou datsans sont créés vers la seconde moitié du XVIIe siècle. Les missionnaires sont des lamas, suivant principalement la tradition Gelugpa.

## La diffusion du bouddhisme en Bouriatie
À partir du IIe siècle av. J.-C., les peuples proto-mongols (Xiongnu, Xianbei et Khitans) sont familiers avec le bouddhisme. 
Sur le territoire de la colonie d'Ivolginsk, des restes de nenju (chapelet bouddhiste destiné à la méditation) ont été trouvés dans une fosse du Xiongnu.
Au début du XVIIe siècle, le bouddhisme tibétain pénètre vers le nord de la Mongolie pour atteindre la population bouriate de Transbaïkalie. Dans un premier temps, le bouddhisme est diffusé principalement parmi les groupes ethniques qui ont récemment migré vers Khalkha, en Mongolie. À la fin du XVIIe siècle et au début du XVIIIe siècle, il se répand dans toute la région de Transbaïkalie.

## L'établissement du bouddhisme
En 1701, il y a onze Dugans (petits temples bouddhistes de Bouriatie) en Transbaïkalie[réf. nécessaire].
Les tribus bouriates étaient des nomades vivant dans la partie nord de la Mongolie. 
En 1722, la frontière est délimitée entre la Mongolie et la Russie. 
Le gouvernement russe ferme la frontière, et incite les nomades bouriates à prendre un mode de vie relativement sédentaire. Des universités monastiques bouddhistes, appelées datsans, sont construites en Bouriatie, y compris celle de Tsongol, achevée au début des années 1740.
En 1741, l'impératrice Élisabeth (Yelizaveta Petrovna) adopte un décret reconnaissant l'existence d'une « foi lamaïste » : elle reconnaît légalement l'existence des onze datsans et avec elles de 150 lamas. Le bouddhisme est officiellement accepté comme religion officielle dans l'Empire russe. En juillet 1991, les bouddhistes de Bouriatie ont commémoré les 250 ans de la reconnaissance officielle de leur religion.
En 1764, le lama chef du Tsongol Datsan devient Lama suprême des Bouriates de Transbaïkalie, après avoir reçu le titre de Pandit Khambo-lama. 
En 1846, il y a trente-quatre datsans établis en Bouriatie. 
En 1869, le lama mongol Choi-Manramba commence à diriger l'enseignement en médecine indo-tibétaine au Tsugol Datsan, et de là il se répand.
En 1878, l'école Kalachakra Duynhor est fondée à Aga Datsan, ce qui achève la mise en place des écoles de base de l'enseignement supérieur spirituel basé sur le modèle tibétain.

L'impression des livres se développe rapidement. En 1887, vingt-neuf ateliers d'impression sont déjà en activité. Jusqu'à leur destruction dans les années 1930, ces ateliers publient environ 2000 titres de livres, écrits en tibétain et en mongol.
À la fin du XIXe siècle, le bouddhisme commence une pénétration en profondeur dans la Cisbaïkalie (maintenant Nord-Ouest de la Bouriatie[réf. nécessaire]), où il rencontre une résistance farouche de la part des chamans et des missionnaires chrétiens. 
À la fin du XIXe siècle et début du XXe siècle, un grand mouvement de renouveau du bouddhisme commence en Bouriatie et il gagne un élan supplémentaire après la mise en place du pouvoir soviétique en Bouriatie.
En 1918 le décret sur la séparation de l'Église de l'État et l'école est adopté. Il abolit l'éducation religieuse, et entre en vigueur en 1925 en Bouriatie. Elle veut détruire la culture spirituelle des peuples du nouvel État soviétique, et pour les Bouriates spécifiquement cela signifie la destruction de leur culture bouddhiste[non neutre]. Les valeurs spirituelles créées et accumulées au cours des siècles sont détruites et effacées dans un court laps de temps. Des quarante-sept établissements datsans et Dugans du début du XXe siècle, presque rien ne reste maintenant. Mille huit cent soixante-quatre lamas très savants ont été envoyés en prison, en exil ou aux travaux forcés ; des centaines ont été exécutés[réf. nécessaire].
Dans les années 1920, des Bouriates se réinstallent dans la zone Shenehen de la Mongolie intérieure. Ils poursuivent leurs traditions bouddhistes, en plus de celles qui existaient déjà dans la région.
Le Conseil des commissaires du peuple de la République socialiste soviétique autonome de Bouriatie adopte une résolution le 2 mai 1945 permettant d'ouvrir un temple bouddhiste, Hambyn Sume, dans un endroit appelé Srednyaya Ivolga. Ivolga Datsan en Bouriatie et Aga Datsan dans le district national de Tchita Oblast Aga Bouriatie, ont été ouverts et sont opérationnels depuis 1946.
En 1991, une institution religieuse de l'enseignement supérieur appelée Dashi Choynhorlin a été ouverte à Ivolga Datsan pour la formation des prêtres, des instructeurs, des traducteurs de textes canoniques, des artistes et des iconographes. La formation est effectuée en conformité avec le système d'éducation monastique Goman Datsan. 
En 1991, le nombre de datsans opérationnels en Bouriatie a atteint douze.

## Caractéristiques locales
Le bouddhisme en Bouriatie est l'extension septentrionale du bouddhisme Vajrayana en Asie centrale. Il suit principalement la tradition Gelugpa du Tibet, bien qu'il y ait aussi des signes d'influence de la tradition Nyingmapa. Ainsi les bouddhistes en Bouriatie vénèrent le fondateur de l'école Gelug, le grand gourou Tsongkhapa (appelé Zonhobo en Bouriatie), à égalité avec le fondateur de l'ensemble de la tradition bouddhiste, Bouddha Shakyamuni. Les adhérents Gelug de Bouriatie préfèrent soit utiliser cette auto-désignation de la tradition, ou les termes généraux « des enseignements du Bouddha » ou « doctrine Mahayana ».
Le bouddhisme bouriate montre de légers écarts par rapport à la tradition générale Mahayana principalement dans son système de pratique religieuse, dans ses rites et pratiques magiques, qui sont dus à l'influence des croyances, les pratiques traditionnelles, plus anciennes et archaïques, et les rituels des Tibétains et de la Bouriatie mongole. En particulier, le système religieux du bouddhisme a incorporé et assimilé les cérémonies folkloriques, rituels et croyances associés au respect des ovoos, rendant hommage aux esprits de la terre, des montagnes, des rivières et des arbres. Parmi les pratiques religieuses monastiques, celles d'origine tantrique, formant la base du bouddhisme Vajrayana, jouent un rôle important. Dans ses enseignements philosophiques, psychologiques et éthiques, le bouddhisme bouriate ne diffère pas sensiblement des dispositions fondamentales du bouddhisme Mahayana tel que présenté dans la version tibétaine du canon bouddhiste dénommée Kangyur (Ganzhuur en langue bouriate, 108 volumes) et le Tengyur (Danzhuur en Bouriatie, 225 volumes).
Le bouddhisme a eu un impact énorme sur le développement de la culture et de l'érudition parmi les Bouriates-Mongols, en particulier sur la formation et le développement de la pensée philosophique, les normes de la morale, le développement mental, la littérature de fiction, l'art, la cuisine, et les aspects de la médecine alternative, y compris la chronobiologie et bioénergétique.
Parmi la grande variété de pratiques religieuses aux datsans bouriates, six grandes cérémonies ont lieu : Sagaalgan (Nouvel An); Duynher (Kalachakra) ; Gandan-Shunserme (la naissance, l'illumination et parinirvana du Bouddha Shakyamuni) ; Maidari-Khoural (la venue attendu de Maitreya, le bouddha de la prochaine époque du monde); Lhabab-Duysen (la descente de Bouddha du ciel appelé Tushita); et Zul-Khoural (commémoration de Tsongkhapa).

## Liste des Khambo-lama
| No  | Nom                          | Règne     | Temple de la ville               |
| --- | ---------------------------- | --------- | -------------------------------- |
| 1er | Dam-Darzha Zayaev            | 1764-1776 | Tsongolsky Datsan                |
| 2e  | Sodnompil Heterheev          | 1777-1780 | Tsongolsky Datsan                |
| 3e  | Lubsan Zhimba Ahaldaev       | 1780-1797 | Tamchinsky Datsan                |
| 4e  | Danzan Dymchik Eshizhamsuev  | 1798-1809 | Tamchinsky Datsan                |
| 5e  | Gavan Eshizhamsuev           | 1809-1839 | Tamchinsky Datsan                |
| 6e  | Shoybon Eshizhamsuev         | 1839-1859 | Tamchinsky Datsan                |
| 7e  | Galsan-Choyrop Vanchikov     | 1860-1872 | Tamchinsky Datsan                |
| 8e  | Choi Vasiliev                | 1872-1873 | Gegetuysky de Datsan sartuul     |
| 9e  | Shoydor Marhal               | 1873-1876 | Atsagat Datsan                   |
| 10e | Dump Gomboev                 | 1876-1896 | Tamchinsky Datsan                |
| 11e | Choinzonov Dorzho Iroltuev   | 1896-1911 | Atsagat Datsan                   |
| 12e | Dashi-Dorzho Itigelov        | 1911-1917 | Yangazhinsky Datsan              |
| 13e | Namzhil Laydapov             | 1917-1919 | Iroysky Datsan                   |
| 14e | Guro Tsyrempilov             | 1919-1922 | Atsagat Datsan                   |
| 15e | Tsynguzhap Baniev            | 1922-1925 | Tamchinsky Datsan                |
| 16e | Dungey Munkozhapov           | 1925-1932 | Tamchinsky Datsan                |
| 17e | Lubsan-Nima Darmaev-Bulagsky | 1946-1956 | sartuul Ivilginski temple Datsan |
| 18e | Yeshi Dorji Sharapov         | 1956-1962 | Tamchinsky Datsan                |
| 19e | Zhambai-Dorji Gomboev        | 1963-1982 | Agin Datsan                      |
| 20e | Zhimba Zhamso Erdyneev       | 1982-1989 | Agin Datsan                      |
| 21e | Munko Tsybikov               | 1989-1992 | Egituysky Datsan                 |
| 22e | Zhamyan Shagdar              | 1992-1993 | Ivilginski Datsan                |
| 23e | Choi Dorjee Budaev           | 1993-1995 | Ivilginski Datsan                |
| 24e | Dam Ayusheev                 | 1995-     | Tsongolsky Datsan                |